# Dotterspråk
| Dotterspråk |
| --- |
| De olika romanska språken är dotterspråk till latin. - Betydelse – språk som utvecklats ur ett annat (dess moderspråk) - Exempel – svenska är dotterspråk till fornnordiska - Relaterade begrepp – moderspråk, urspråk |

Dotterspråk syftar, i språkhistoriska sammanhang, på ett språk som utvecklats ur ett annat språk, dess moderspråk. Om flera språk utvecklats från samma moderspråk, är dessa systerspråk till varandra inom samma språkfamilj, där det äldsta gemensamma språket inom språkfamiljen benämns urspråk. 

## Släktskap
Konceptet med dotterspråk, moderspråk och urspråk är kopplade till det genetiska systemet med släktträd. Där jämförs relationen mellan olika språk med dem mellan medlemmarna i en släkt.
Jämförelsen mellan språklig utveckling och släktförhållanden i en släkt har dock sina begränsningar. En släkt består av individer av ofta jämförbar livslängd, och där lever moder och dotter sida vid sida under en mer eller mindre begränsad tid. Ett dotterspråk växer däremot fram ur moderspråket via en gradvis förändring. Moderspråket kan leva vidare alternativt ersättas av ett eller flera dotterspråk, beroende på en rad olika faktorer; latinet är moderspråk till italienska och andra romanska språk, men det levde länge vidare som ett vetenskapligt språk.
Inte heller ska dotterspråk ses som exempel på släktmässiga band mellan de relaterade språkens talare. Exempelvis utvecklades latinet och många av dess dotterspråk i helt olika befolkningar; latinet talades ursprungligen av ett italiskt folk på Apenninska halvön, medan dotterspråket franskan utvecklades bland folk som talat keltiska eller germanska språk.

## Exempel på dotterspråk
I nedanstående exempel används tecknet < för att markera en utveckling (< pekar på dotterspråket).
- Afrikaans < nederländska < frankiska < urgermanska < urindoeuropeiska
- Bokmål < danska < fornnordiska < urgermanska < urindoeuropeiska
- Dari / tadzjikiska < persiska < uriranska < urindoiranska < urindoeuropeiska
- Hebreiska < bibelhebreiska < kanaanitiska < protosemitiska < urafroasiatiska
- Italienska / katalanska / spanska < vulgärlatin[1] < latin < uritaliska < urindoeuropeiska
- Jiddisch / luxemburgiska < tyska